# Provincia de Choapa
La provincia de Choapa es la más austral de las tres que conforman a la región de Coquimbo en Chile. La capital provincial es la ciudad de Illapel.
Debe su nombre al principal río de la provincia: el río Choapa.

## Geografía
La provincia de Choapa tiene una superficie de 10 131,6 km²; es la menor de las provincias de la región de Coquimbo.
Limita por el norte con la provincia de Limarí, por el este con la Argentina, por el sur con las provincias de Petorca y San Felipe - ambas pertenecientes a la Región de Valparaíso - y por el oeste con el océano Pacífico o Mar de Chile.
El principal río de la provincia es el Choapa con una longitud de 140 km.

## Economía
En 2018, la cantidad de empresas registradas en la provincia de Choapa fue de 1.548. El Índice de Complejidad Económica (ECI) en el mismo año fue de -0,13, mientras que las actividades económicas con mayor índice de Ventaja Comparativa Revelada (RCA) fueron Transporte de Valores (492,03), Empresas de Servicios de Topografía y Agrimensura (143,29) y Cultivo de Uva destinada a Producción de Pisco y Aguardiente (97,2).

## Población
Para el último censo (2002), la población de la provincia era de 81 681 con una densidad poblacional de 8,06.
La mayor ciudad de la provincia es Illapel, su capital, con una población en 2002 de 30 355 habitantes.

## Autoridades
Las autoridades son nombradas directamente por el Presidente de la República y se mantienen en su cargo mientras cuenten con su confianza.

### Gobernador Provincial (1986-2021)
Las siguientes personas ejercieron como gobernadores provinciales de Choapa:
| Gobernador(a)                   | Partido | Partido | Inicio                  | Final                   | Presidente(a) | Presidente(a)           |
| ------------------------------- | ------- | ------- | ----------------------- | ----------------------- | ------------- | ----------------------- |
| Juan Jorquera Niño de Zepeda    |         | Ind.    | 1986                    | 1989                    |               | Dictadura en Chile      |
| Humberto Francisco Elorza Salas |         | PDC     | 11 de marzo de 1990     | 11 de marzo de 1994     |               | Patricio Aylwin         |
| Humberto Francisco Elorza Salas |         | PDC     | 11 de marzo de 1994     | 11 de marzo de 2000     |               | Eduardo Frei Ruíz-Tagle |
| Julio Rojos Astorga             |         | PDC     | 11 de marzo de 2000     | 14 de diciembre de 2004 |               | Ricardo Lagos           |
| Luis Figueroa Vallejos          |         | PDC     | 14 de diciembre de 2004 | 11 de marzo de 2006     |               | Ricardo Lagos           |
| Gisela Mateluna Gamboa          |         | PDC     | 11 de marzo de 2006     | 11 de marzo de 2010     |               | Michelle Bachelet       |
| Iván Cisternas Tapia            |         | RN      | 11 de marzo de 2010     | 12 de noviembre de 2012 |               | Sebastián Piñera        |
| Rodolfo Zúñiga Salinas          |         | RN      | 12 de noviembre de 2012 | 11 de marzo de 2014     |               | Sebastián Piñera        |
| Álex Patricio Trigo Rocco       |         | PS      | 11 de marzo de 2014     | 11 de marzo de 2018     |               | Michelle Bachelet       |
| Rodolfo Zúñiga Salinas          |         | RN      | 11 de marzo de 2018     | 31 de julio de 2018     |               | Sebastián Piñera        |
| Juan Pablo Gálvez Lillo         |         | RN      | 8 de agosto de 2018     | 14 de julio de 2021     |               | Sebastián Piñera        |

### Delegado Presidencial Provincial (Desde 2021)

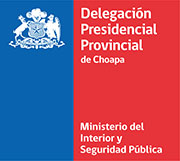
Logotipo de la Delegación Presidencial Provincial de Choapa desde 2021.

Nuevo cargo que reemplaza la figura de Gobernador provincial.
| Delegado(a)              | Partido | Partido | Inicio              | Final               | Presidente(a) | Presidente(a)    |
| ------------------------ | ------- | ------- | ------------------- | ------------------- | ------------- | ---------------- |
| Juan Pablo Gálvez Lillo  |         | RN      | 14 de julio de 2021 | 11 de marzo de 2022 |               | Sebastián Piñera |
| Nataly Carvajal Carvajal |         | COM     | 11 de marzo de 2022 | 7 de agosto de 2024 |               | Gabriel Boric    |
| Nataly Carvajal Carvajal | FA      |         | 11 de marzo de 2022 | 7 de agosto de 2024 |               | Gabriel Boric    |
| Jonatan Vega Carvajal    |         | AH      | 7 de agosto de 2024 | En el cargo         |               | Gabriel Boric    |

## Comunas
La provincia de Choapa se divide en cuatro comunas.
| \| Código \| Comuna \| Capital \| Superficie[1] (km²) \| Población[1] (2017) \| Porcentaje de la población total de la provincia de Choapa (%) \| \| ---------------------------- \| ---------------------------- \| ---------------------------- \| ------------------- \| ------------------- \| -------------------------------------------------------------- \| \| 04201 \| 2 Illapel \| Illapel \| 2629,1 \| 30 848 \| 34,02% \| \| 04202 \| 1 Canela \| Canela \| 2196,6 \| 9 093 \| 10,03% \| \| 04203 \| 3 Los Vilos \| Los Vilos \| 1860,6 \| 21 382 \| 23,58% \| \| 04204 \| 4 Salamanca \| Salamanca \| 3445,3 \| 29 347 \| 32,37% \| \| Total de la provincia Choapa \| Total de la provincia Choapa \| Total de la provincia Choapa \| 10 131,6 \| 90 670 \| 100% \| | Provincia de Choapa abajo (1-4). |                              |                  |                  |                                                                |
| Código | Comuna                           | Capital                      | Superficie (km²) | Población (2017) | Porcentaje de la población total de la provincia de Choapa (%) |
| 04201 | 2 Illapel                        | Illapel                      | 2629,1           | 30 848           | 34,02%                                                         |
| 04202 | 1 Canela                         | Canela                       | 2196,6           | 9 093            | 10,03%                                                         |
| 04203 | 3 Los Vilos                      | Los Vilos                    | 1860,6           | 21 382           | 23,58%                                                         |
| 04204 | 4 Salamanca                      | Salamanca                    | 3445,3           | 29 347           | 32,37%                                                         |
| Total de la provincia Choapa | Total de la provincia Choapa     | Total de la provincia Choapa | 10 131,6         | 90 670           | 100%                                                           |

## Galería

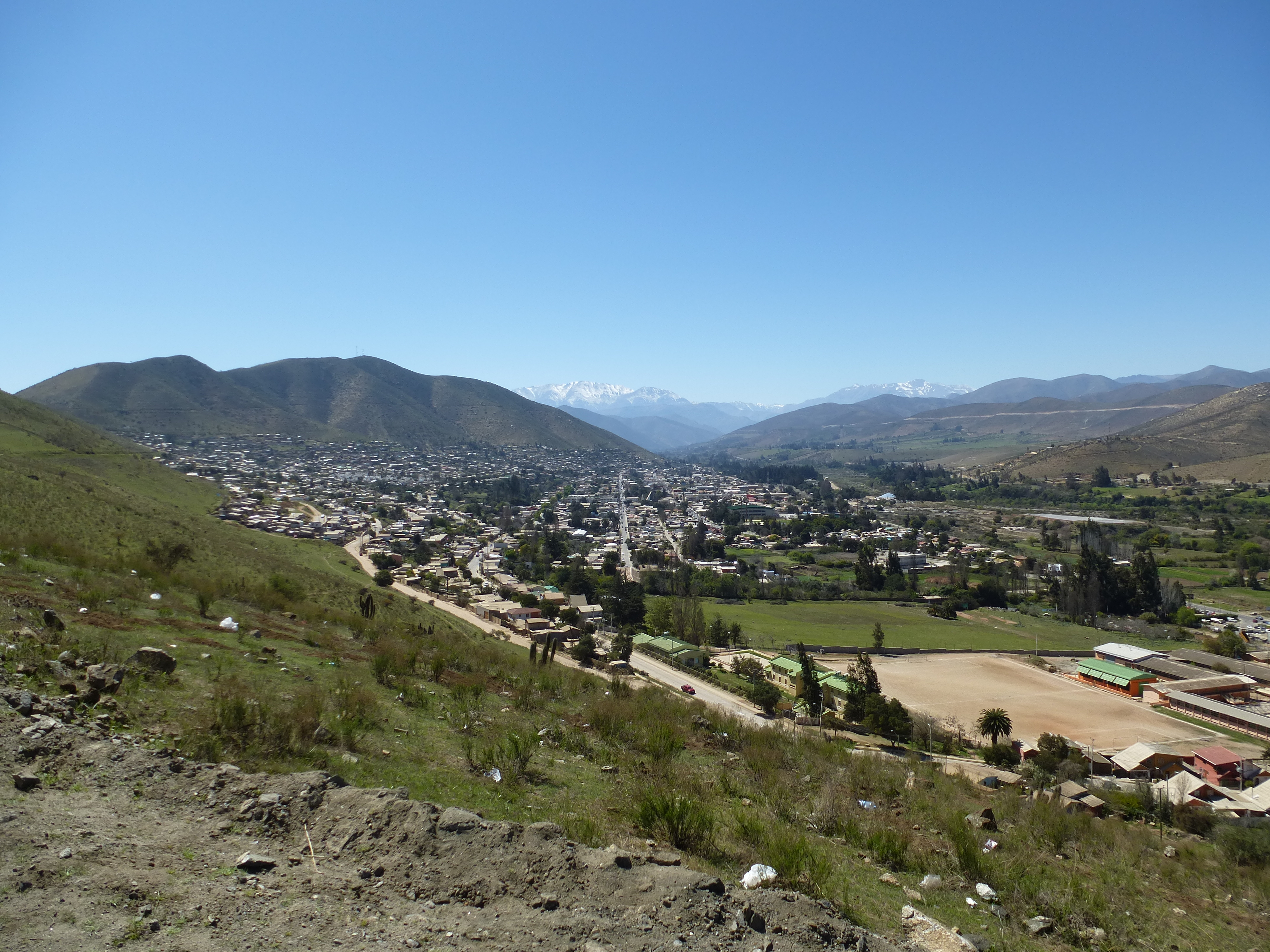
Panorámica de Illapel.
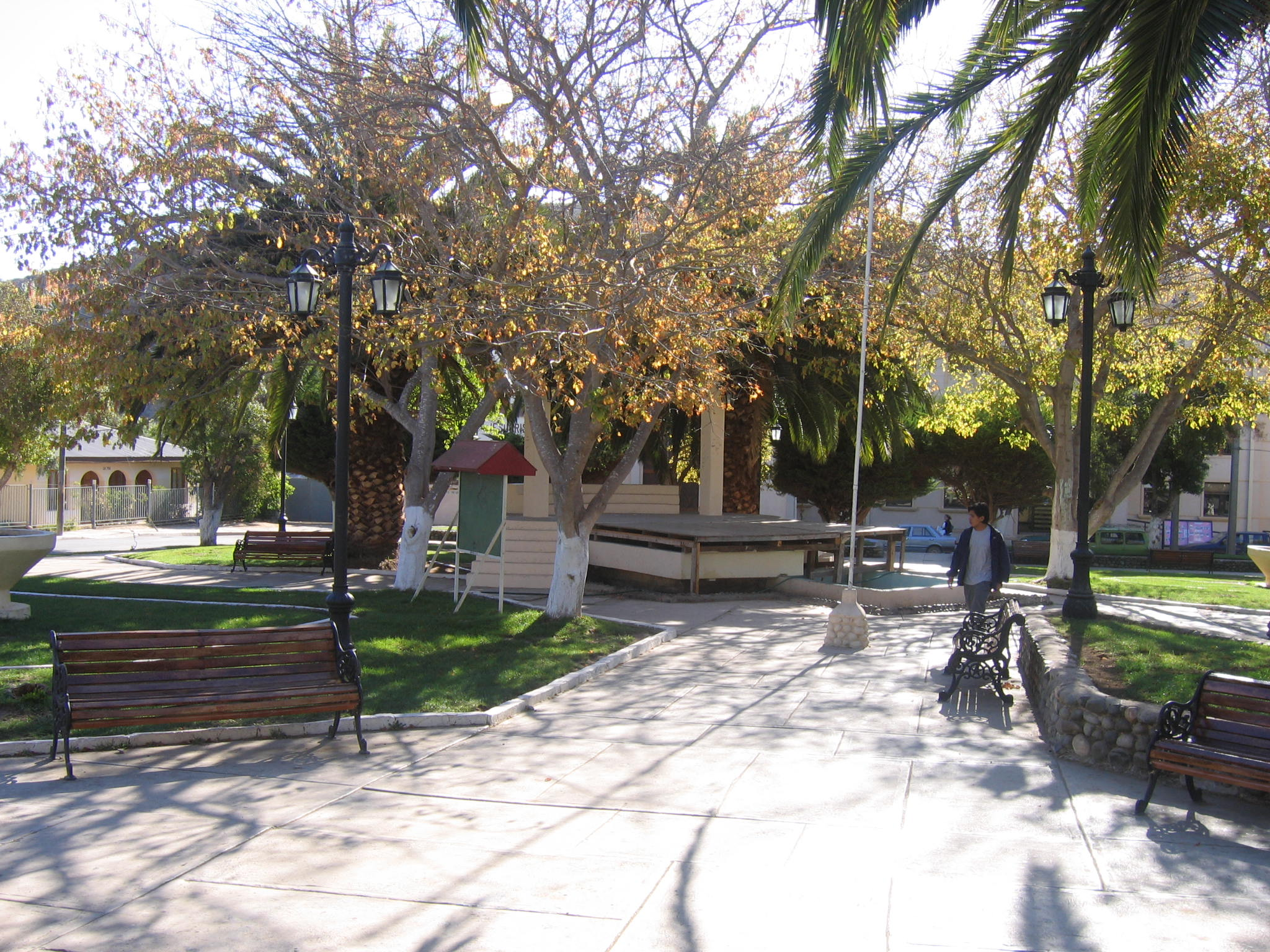
Plaza de Armas de Canela Baja.
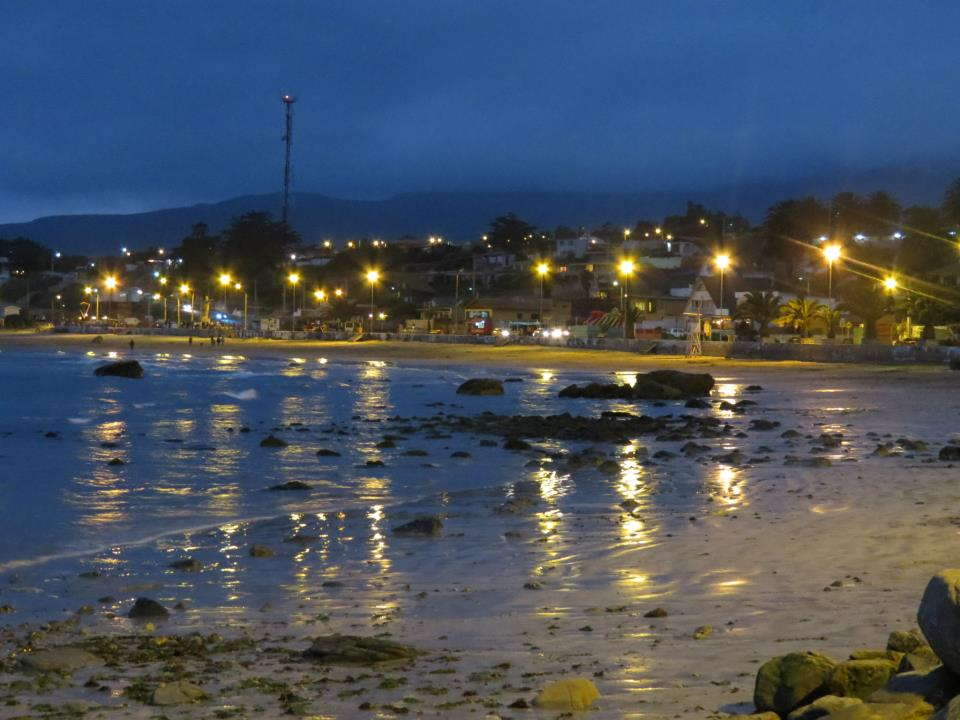
Vista nocturna de Los Vilos.
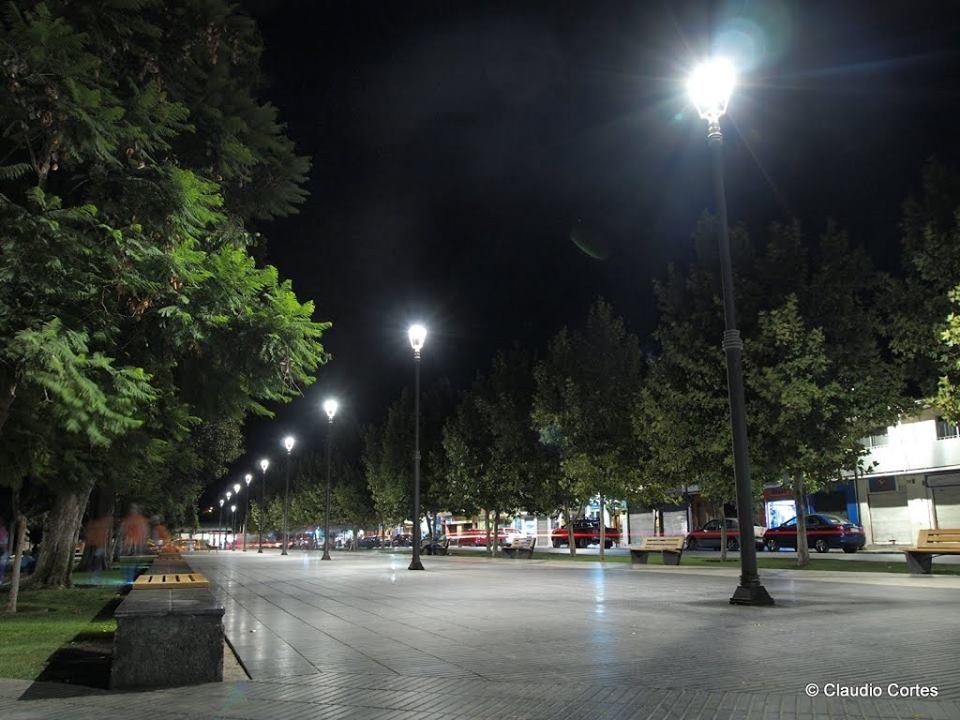
Plaza de Armas de Salamanca.